# Активність (хімія)
Активність елемента розчину — ефективна (уявна) концентрація компонентів з урахуванням різних взаємодій між ними в неідеальному розчині, тобто з урахуванням відхилення поведінки системи від моделі ідеального розчину. Активність — величина, яка характеризує термодинамічні властивості речовин у розчинах. Активність пов'язана із взаємодією частинок розчину, походження якої може бути різне.
Такі властивості розчинів, як пружність пари, температура замерзання і кипіння та ін., пов'язані з активністю речовин, з яких складаються ці розчини. Введення величин активності дає можливість при вивченні реальних розчинів користуватися формулами, виведеними для ідеальних розчинів.